# Bomboclat
Bomboclat è il primo album in studio del rapper italiano Primo e del DJ italiano Squarta (entrambi componenti del gruppo musicale Cor Veleno), pubblicato nel 2005 dalla Antibe Music.

## Tracce
Testi e musiche di David Maria Belardi e Francesco Saverio Caligiuri, eccetto dove indicato.
1. Intro – 1:59
2. Mamma mia – 3:10 (David Maria Belardi, Francesco Saverio Caligiuri, Giorgio Cinini)
3. Non me ne fotte un cazzo – 3:05
4. Sembrava un gioco – 4:28 (David Maria Belardi, Francesco Saverio Caligiuri, Giorgio Cinini, Amir Issaa)
5. Gangsta – 3:23 (David Maria Belardi, Massimiliano Cellamaro, Amir Issaa)
6. Solo la mia guerra – 3:29 (David Maria Belardi, Francesco Saverio Caligiuri, Simone Eleuteri)
7. Baby Metal – 3:45 (David Maria Belardi, Francesco Saverio Caligiuri, Giorgio Cinini)
8. Non mentirmi mai – 4:40 (David Maria Belardi, Francesco Saverio Caligiuri, Giorgio Cinini, Massimiliano Cellamaro)
9. Ciao fratè – 3:13
10. Notti al nitro – 2:40
11. Milano Roma – 3:31 (David Maria Belardi, Francesco Saverio Caligiuri, Luigi Florio)
12. Cor veleno – 4:33 (David Maria Belardi, Francesco Saverio Caligiuri, Giorgio Cinini)
13. Attento – 3:51 (David Maria Belardi, Francesco Saverio Caligiuri, Salvatore Scattarreggia)
14. Fisse bastarde – 2:38
15. Il mastino del gregge – 4:26

## Formazione
Musicisti
- Primo – voce, arrangiamento
- Squarta – arrangiamento, sintetizzatore e programmazione aggiuntiva della tastiera (tracce 2, 3, 14 e 15), voce aggiuntiva (traccia 3), spinetta (traccia 4), scratch (tracce 6 e 11), organo Hammond (traccia 8), fiati (traccia 9), chitarra acustica (tracce 9 e 15), basso (traccia 10), pianoforte (traccia 11 e 13), campionatore e strumenti ad arco (traccia 12)
- Gengis – assolo di scratch (traccia 1)
- Grandi Numeri – voce aggiuntiva (tracce 2, 4, 7, 8 e 12)
- Fabio "Grandmaster Fab" Fedra – banjo (traccia 2), chitarra acustica (traccia 4)
- Britney – sintetizzatore e programmazione aggiuntiva della tastiera (traccia 3)
- Amir – voce aggiuntiva (tracce 4, 5)
- Yoshi – voce aggiuntiva (tracce 5, 8 e 9), sintetizzatore e programmazione aggiuntiva della tastiera (traccia 5)
- Danno, Jake La Motta – voci aggiuntive (traccia 6)
- Alessandro "Da Headbussin'" Cavallo – chitarra elettrica (traccia 6)
- Lollo the King – chitarra elettrica (traccia 7)
- Paolo "Kibboard" Iannattone – pianoforte e Fender Rhodes (traccia 8)
- Gué Pequeno, Jake La Furia – voci aggiuntive (traccia 11)
- Turi – voce aggiuntiva (traccia 13)

Produzione
- Primo – produzione, editing
- Squarta – produzione e registrazione (eccetto traccia 4), produzione artistica, missaggio, mastering, editing
- Claudio Donato – produzione esecutiva
- Yoshi – produzione, registrazione e missaggio (traccia 5)
- Alessandro Cavallo – mastering